# Gerard I (hrabia Jülich)
Gerard I (zm. ok. 1029) – hrabia w okręgu Jülich od 1003. Jego synem był kolejny hrabia Gerard II.